# La Feuille villageoise
La Feuille villageoise est un journal hebdomadaire français créé en septembre 1790 à Paris par Joseph-Antoine Cerutti et disparu le 2 aout 1795.

## Diffusion
Le prospectus de la Feuille villageoise a été proposé, en septembre 1790, aux propriétaires, fermiers, pasteurs, habitants et amis des campagnes. Le périodique était adressé chaque semaine, par abonnement, à tous les villages de la France. Le 1er numéro a paru le jeudi 30 septembre 1790. Il a paru régulièrement le jeudi, puis chaque demi-décade jusqu’en aout 1795. L’abonnement était de 7 livres 4 sous par an. On s’abonnait chez Desenne, libraire, au Palais-Royal, 1 et 2. La mention du nom de l’imprimeur n’est apparue que dans les tirages suivants.

## Cible
Conscient de la misère sociale et de la pauvreté culturelle de la classe rurale, à l’avènement de la Révolution française, Cerutti avait compris la nécessité d’éduquer cette frange sociale, représentant 80 % de la population française, qui avait activement participé aux mouvements sociaux de la Révolution. Profondément convaincu que dans le contexte révolutionnaire, l’éducation nationale était devenue une mesure d’urgence, sa Feuille villageoise visait à réduire la fracture sociale en instruisant tous les villages de France des lois, des événements, des découvertes intéressant chaque citoyen,.

## Équipe rédactionnelle
L’ancien jésuite Cerutti, qui l’a fondé, est resté le principal rédacteur de la Feuille villageoise jusqu’à sa mort. Un grand nombre d’hommes de lettres ont coopéré à cette publication simple, mais très utile, contribuant à éduquer les citoyens des campagnes, comme le dramaturge devenu journaliste Grouvelle, l’écrivain Ginguené, partisan modéré des idées de la Révolution, qui collaborait également au Moniteur universel et à la Décade philosophique, ou le pasteur Rabaut-Saint-Étienne, député du tiers aux États généraux, président de la Constituante et rédacteur de la Constitution. Après son élection au comité de constitution de 1791, puis à la Constituante, Cerutti a continué à y passer une partie de son temps à écrire des articles à paraitre dans la Feuille villageoise. La contribution de géographes, d’historiens, de poètes, de fabulistes, des marins, de militaires, d’administrateurs a contribué, par sa diversité à rendre cet hebdomadaire intéressant et instructif.

## Mission
Soucieux de sauvegarder la Révolution et d’enraciner la Constitution dans tous les villages de France, Cerutti a lutté contre la pauvreté et l’ignorance, et combattu toutes les menées contre-révolutionnaires. Ainsi, pendant l’agitation de la Constitution civile du clergé, il a réprouvé les menées factieuses de l’opposition cléricale et énergiquement repoussé la prétention du pape à s’ingérer dans les affaires de la France. Cerutti tenait également à l’indépendance éditoriale de son journal, pour lequel il a refusé les fonds ministériels.
Estimant qu’il entrait dans la mission de service public des curés qu’ils se chargent également de l’éducation civile des villageois, il les engageait à réunir les principaux parmi leurs paroissiens pour leur lire la Feuille villageoise, et leur expliquer les passages qui auraient besoin d’être éclaircis ou commentés.

« C’est pour vous que nous écrivons, paisibles habitants des campagnes, il est temps que l’instruction parvienne jusqu’à vous. Ci-devant elle était renfermée dans les villes, où de bons livres ont insensiblement éclairé les esprits et préparé la Révolution, dont vous avez recueilli les premiers fruits… »

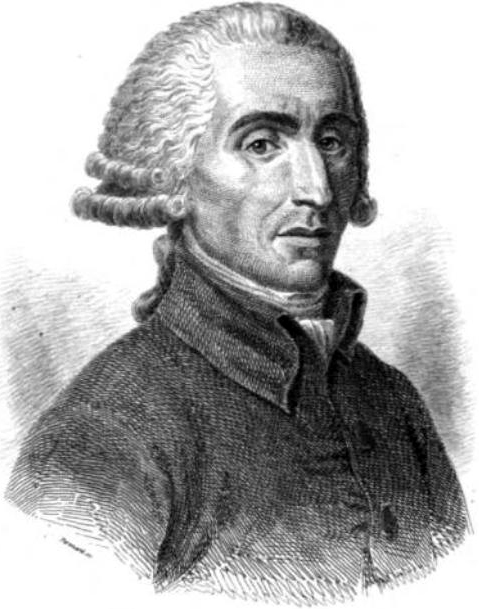
Cerutti, fondateur de la Feuille villageoise.

Après avoir expliqué à ses lecteurs la nécessité pour chacun d’eux de connaitre les droits que la nouvelle Constitution leur garantissait, de même que les devoirs imposés par les lois, Cerutti promettait de leur expliquer le sens des décrets et la corrélation entre eux.

## Ligne éditoriale
La Feuille villageoise était une vaste encyclopédie à l’usage des classes laborieuses, consistant en une suite d’instructions familières sur la situation antérieure et la conjoncture du moment en France, sur la Constitution, les droits et les devoirs de l’homme et du citoyen, sur les tribunaux, sur les fonctions et les devoirs des officiers municipaux et des conseils communaux, sur les finances, etc. La Feuille villageoise renfermait toute sorte d’instructions, d’explications, d’exemples, de questions et de réponses sur un très grand nombre de sujets utiles à posséder. Chaque numéro commence par une leçon de géographie, et contient un résumé succinct des travaux de l’Assemblée nationale, et une chronique sous le titre « Événements ». Il y avait enfin des comptes-rendus de livres pouvant intéresser les habitants des campagnes. L’agriculture avait nécessairement la primeur. Chaque volume, composé de 26 numéros, ou semaines, chacun de 20 pages, contenait une table alphabétique très détaillée, comprenant guère moins de cinq cents indications de sujets susceptibles d’intéresser les habitants des campagnes et leur donner des notions sur tout.

## Traitement de l’information
Dans la première série, composée de 52 numéros, ou semaines, les rédacteurs s’occupent d’abord de faire connaitre à leurs abonnés la géographie universelle, puis celle de la France dans sa nouvelle division par départements. Chaque numéro commence par un fragment de ce traité. Non seulement la géographie proprement dite y est enseignée, mais encore l’histoire des peuples et celle des villes. Ces leçons réunies formant un cours très instructif, l’article géographie est le plus suivi, le plus complet et le plus volumineux de la Feuille villageoise. Les rédacteurs exposent ensuite la situation de la France, par rapport à l’ancien et au nouveau régime : c’est une sorte de résumé de l’histoire de la Révolution jusqu’à la fin de 1790, dont la suite se trouve racontée dans chaque numéro. Plus loin, ils donnent un aperçu de la situation de la France à l’égard des autres puissances.
Les premiers numéros comportent également un catéchisme de la constitution française et une table synoptique des droits et des devoirs de l’homme et du citoyen, avec des explications sur les difficultés possibles de l’exercice des droits du citoyen. On y trouvait des articles en forme d’instructions sur les tribunaux, sur les justices de paix, sur la juridiction de police exercée par les municipalités, à côté d’explications sur les formes des nouvelles procédures. Des articles expliquaient l’institution des jurés, les peines remplaçant les anciennes dans le code pénal, et une évaluation des lois rurales.
L’abolition, la suspension ou le rachat des droits féodaux qui grugeaient la classe paysanne font l’objet d’un article complet. L’enseignement des notions nécessaires à la compréhension du système des assignats, de la vente des biens nationaux, la nature et l’équité des nouveaux impôts, la suppression des jurandes et maitrises, la liberté du travail, la liberté de l’industrie et du commerce, la suppression des droits d’entrée dans les villes, et autres acquis de la Révolution. Les finances y étaient mises à la portée de tous et le droit de timbre nouvellement modifié était expliqué.

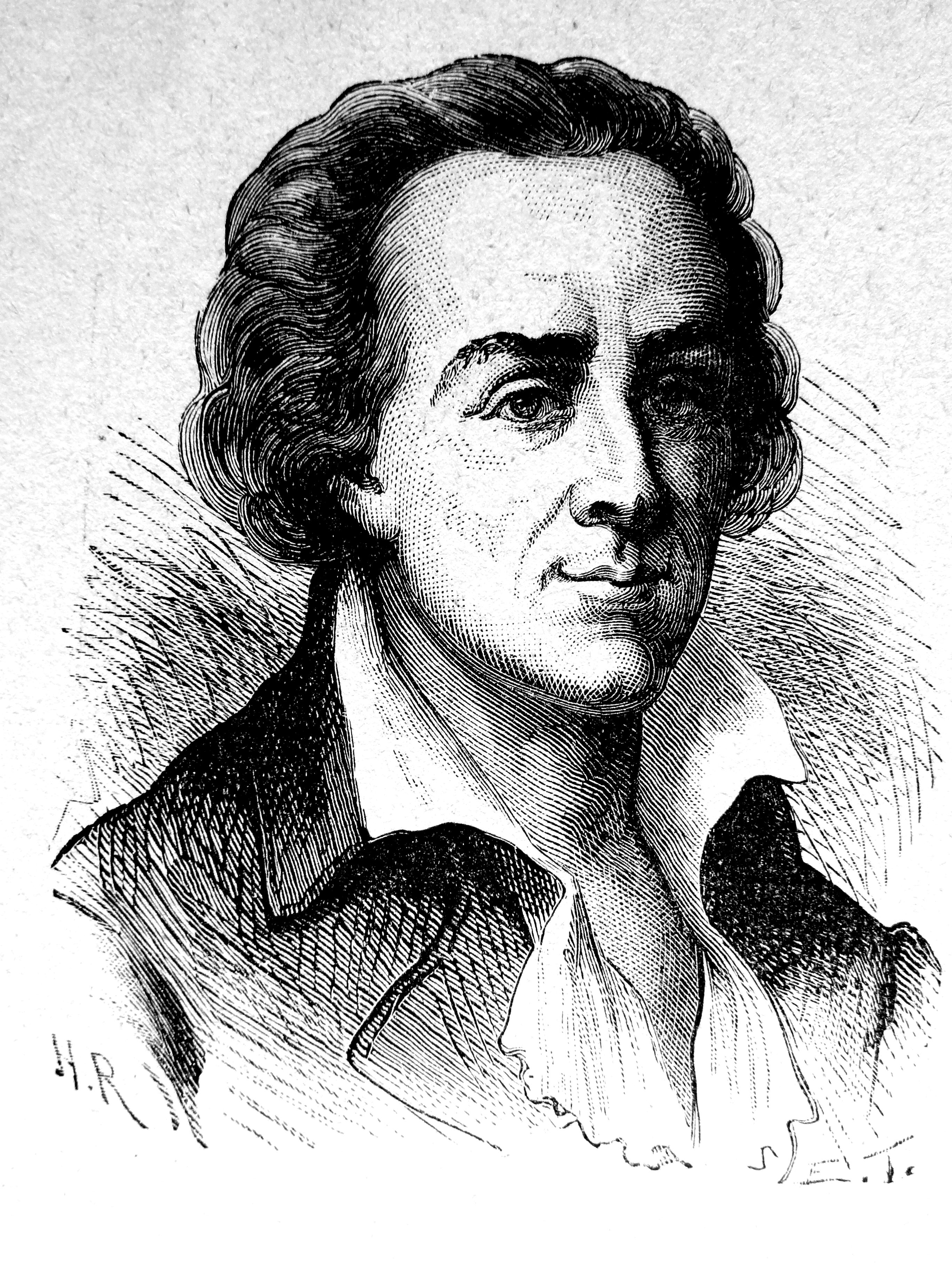
Kersaint, contributeur à la Feuille villageoise.

Armand de Kersaint y a fait connaitre, dans une adresse aux marins, leurs droits et leurs devoirs. Félicité de Genlis y a publié une correspondance intitulée Lettres de Félicie à Mariane, dont le but était de revaloriser la condition des paysannes, mais tout ce qui touchait de près ou de loin à l’agriculture, qui faisait l’objet d’un traitement particulier dans cette publication principalement destinée aux agriculteurs qui, à la veille de la Révolution, représentaient 60 % de la population française : on y trouvait des expériences sur le blé, sur la culture du tabac, sur celle des terres en général, sur les maladies des arbres, etc. Plusieurs articles d’astronomie pratique recouraient à la raison et à la science, pour combattre la croyance en l’influence de la lune sur la culture et sur les plantes.
Chaque numéro de la Feuille villageoise contenait, en outre, un résumé des travaux de l’Assemblée nationale, après lequel venait une revue hebdomadaire intitulée : Événements, où sont enregistrés tous les faits qui méritent d’être mis sous les yeux des lecteurs. Les livres destinés aux campagnes, ceux d’une utilité générale, les découvertes et les établissements nouveaux sont sommairement indiqués dans la Feuille villageoise, qui avait volontiers recours au conte, à la fable ou à l’apologue moral, pour éduquer ses lecteurs.
Largement apolitique, même si son orientation idéologique était fermement en faveur de la préservation des acquis de la Révolution, la Feuille villageoise a néanmoins fait une incursion dans la politique, lors de la fuite de Varennes. La forfaiture de Louis XVI et sa « Déclaration à tous les Français », à cette occasion, ont indigné le rédacteur-en-chef qui, sans aller jusqu’au républicanisme, s’est résolument rangé du côté de ceux qui considéraient la royauté comme dégradée et finie.
La politique étrangère pouvait faire elle aussi, de temps une incursion ponctuelle dans les colonnes du journal, lorsqu’il s’agissait de relater des mouvements sociaux extérieurs, comme la conjuration des Crochets en Bas-Valais.

## Courrier des lecteurs

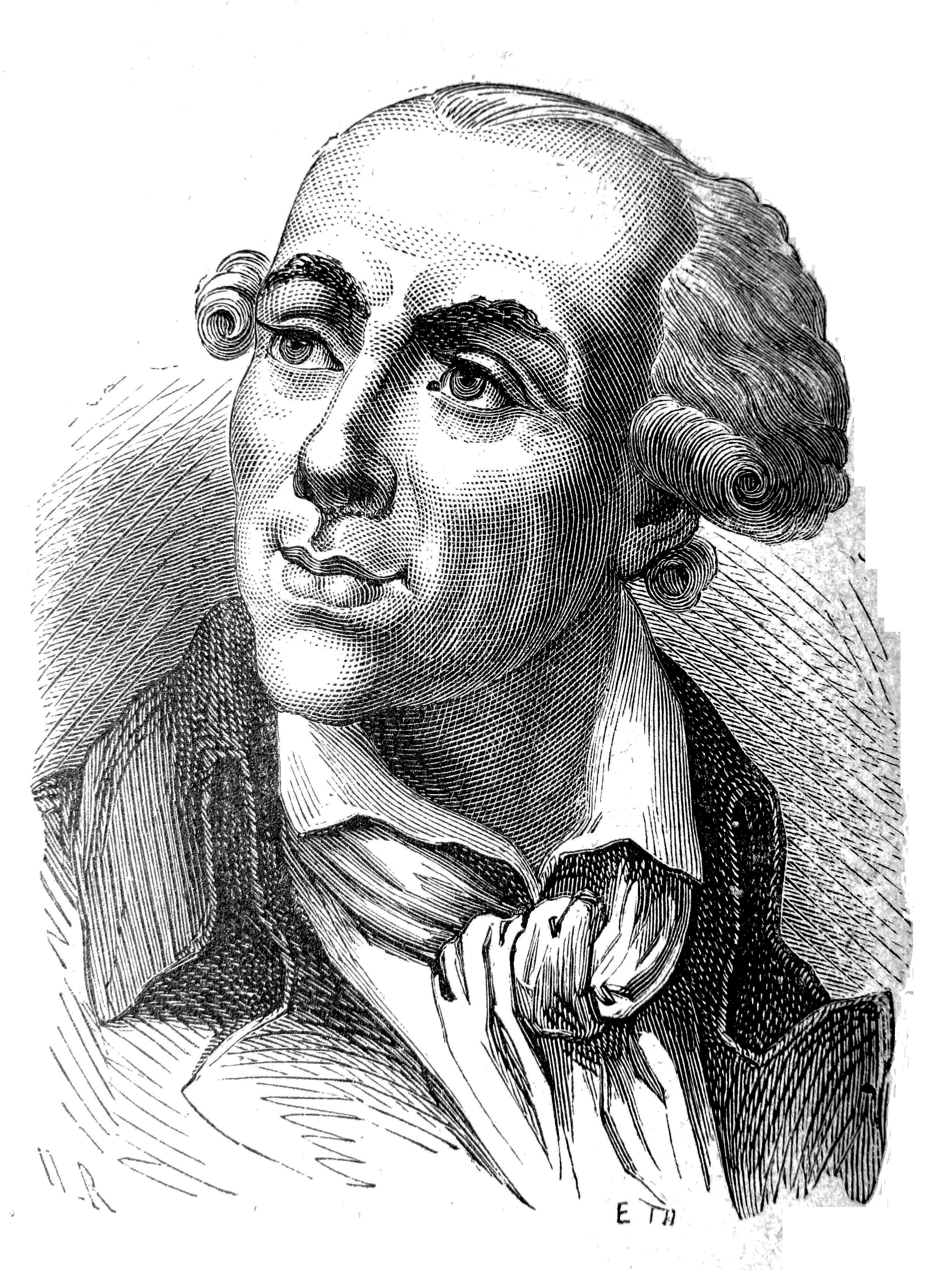
Clavière, contributeur à la Feuille villageoise.

Le courrier des lecteurs de la Feuille villageoise était volumineux. On y trouve de nombreuses lettres de curés, de maires, de maitres d’écoles, de fermiers, etc., apportant aux rédacteurs le concours de leurs idées, ou leur proposant des questions presque toujours immédiatement suivies d’une réponse. Les curés réformistes jouant un grand rôle dans cette publication, on y trouve quantité de lettres de pasteurs sur des sujets religieux ou moraux. Dans quelques-unes, on examine le sujet d’actualité brulant de la constitution civile du clergé ; les autres traitent des moyens d’instruire les paysans. Talleyrand, alors évêque d’Autun, y a publié une lettre aux pasteurs de son diocèse, et l’abbé Grégoire l’exorde sur son serment civique. On y trouve encore des aperçus sur la nouvelle division des diocèses ; un traité des sectes religieuses, par Clavière, des articles sur les prêtres et sur le fanatisme, la réfutation de la bulle du pape contre les décrets de l’Assemblée constituante, et un dialogue entre un curé et un fermier.

## Réception
La variété offerte et l’intérêt suscité par la Feuille villageoise était un gage de succès éditorial. Aussi a-telle été un titre majeur de la presse de la période, comptant, au bout d’un an de publication, d’après la Correspondance secrète du 4 juin 1791, 16 500 abonnés. Ce succès était en large partie dû au fait que tout le monde voulait participer à la rédaction de la Feuille villageoise unanimement reconnue comme une publication précieuse, non seulement pour les campagnes, mais encore pour les villes. Avant la fin de sa première année, le format de 20 pages de l’hebdomadaire s’est rapidement avéré insuffisant, et il a fallu régulièrement en ajouter quelques-unes. Le prix de l’abonnement de la Feuille villageoise est passé à 9 livres par an.

## Seconde mouture

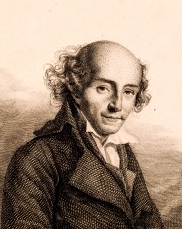
Ginguené, rédacteur à la Feuille villageoise.

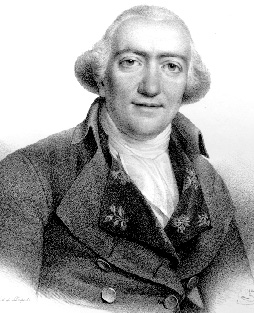
Neufchateau, rédacteur à la Feuille villageoise.

Vers cette époque, l’aggravation de l’état de santé de Cerutti l’a obligé à confier, à partir du mois de février 1792, la rédaction à son ami Grouvelle, en conservant un rôle de conseiller, qui a permis de conserver l’orientation initiale du journal. Le no 15 de la 2e année de la Feuille villageoise, qui en était à peine à son 3e semestre, annonce aux lecteurs la mort de son fondateur et journaliste phare.
La mise en place d’une nouvelle équipe rédactionnelle s’est effectuée sous la direction de Grouvelle qui, secondé par Pierre-Louis Ginguené, déjà connu pour quelques ouvrages consacrés à la formation de la classe rurale, a également engagé d’autres hommes de lettres, tels que Lequinio, Gilbert Romme, Neufchâteau, Lanthenas, Boilleau, etc. La nouvelle rédaction a réussi à maintenir le succès de la Feuille villageoise, dont les perspectives éditoriales du journal s’annonçaient pour le mieux, lorsque la direction prise par la Révolution a entrainé une focalisation toujours plus étroite sur la politique, rubrique mobilisant désormais toute l’attention des citadins comme des campagnards.
La perspective de la guerre avec les nombreux nations étrangères opposées à la Révolution, incitait toute la France à vouloir être au courant de la situation aux frontières, de même qu’à Paris, tout le monde avait les yeux fixés sur les armées révolutionnaires, sur l’Assemblée nationale et sur les sociétés populaires. Toute la collectivité voulait connaitre en détail tout ce qui s’y disait et ce qui s’y faisait. Sans dévier formellement de la ligne tracée par son fondateur, les livraisons de Grouvelle et de Ginguené, ne pouvaient néanmoins plus traiter exclusivement des mêmes sujets qu’en temps de paix. Après avoir théorisé la liberté, le temps était venu de la défendre activement.

## Conflit commercial
La reconversion forcée de la Feuille villageoise en journal d’opinion n’a pas été du gout de tous ses partenaires. Le libraire Desenne, comme tous les libraires de cette époque, estimait qu’imprimer et vendre cette publication chez lui en faisait sa propriété:237. Craignant que ce repositionnement idéologique n’entraine un préjudice commercial, il a tout simplement débarqué l’équipe rédactionnelle avec une annonce publique insérée dans leur dos, dans un avis imprimé en tête du numéro du 5 juillet 1792. Forcés d’aller en justice, Grouvelle et Ginguené ont obtenu un jugement déboutant Desenne de ses prétentions. Cette décision de justice représente une avancée de taille pour le principe de la propriété littéraire, dont ce précédent légal a consacré l’inaliénabilité des droits. Selon les termes du jugement de la juridiction commerciale, l’association commerciale entre Desenne et la rédaction ne pouvant expirer qu’à la fin des abonnements, Desenne serait tenu de faire imprimer les onze numéros restant à publier, quitte à payer aux demandeurs la dépense qu’ils seraient obligés de faire et que, dans le cas où il jugerait à propos de publier une autre Feuille villageoise que celle de Grouvelle, celle-ci devrait s’en distinguer par le titre ou le nom de l’auteur. À la suite de ce jugement en leur faveur, Grouvelle et Ginguené ont, à leur tour, obligé Desenne à insérer un avis adressé à leurs abonnés, les assurant que leur éditeur avait été corrompu par un parti puissant, ennemi de la Révolution et de la liberté, parti qui voulait la destruction ou la modification de la Constitution. C’était clairement signaler l’ingérence du comité autrichien et révéler que leur libraire s’était vendu. La Feuille villageoise a continué à dévoiler à la classe rurale les manœuvres des contrerévolutionnaires contre la liberté mais, au moment où celle-ci semblait prendre le dessus, Desenne s’est vengé en se déclarant en faillite, privant ainsi les abonnés des numéros que la justice l’avait condamné à leur livrer et frustrant ses associés du produit de onze mille réabonnements dont il n’avait pas rendu compte.
Dans l’intérêt de leurs lecteurs, Grouvelle et Ginguené, désormais associés avec Bonneville, directeur du Cercle social, se sont dits prêts, dans le no 48, du 30 août 1792, à remplir, sur leurs fonds propres, les engagements contractés par le libraire déloyal. Les rédacteurs ont en effet tenu leur promesse, et leur hebdomadaire, quoique beaucoup plus consacré aux affaires politiques, aux évènements, aux mouvements des armées révolutionnaires, aux séances de la Convention nationale, aux actes officiels que par le passé, n’en a pas moins continué à rester en cohérence avec son cahier des charges, avec une multitude d’articles très variés en phase avec la mouture initiale de la Feuille villageoise. Seul le prix en a été augmenté, la quatrième année, de 3 francs par an, prix payé en assignats.

## Fin de parution
En dépit de ses fonctions de secrétaire général du conseil, Grouvelle est resté très actif à la Feuille villageoise, jusqu’à la chute de Robespierre, après quoi sa parution a cessé, dans le courant de sa cinquième année de publication, et à son 10e volume. Chaque semestre, composé de 26 livraisons, forme un volume de plus de 600 pages, et une table alphabétique des matières qui y sont traitées termine chacun de ces volumes.